# Viermele de mătase
Viermele de mătase (titlu original: The Silkworm) este a doua carte din seria cu detectivul Cormoran Strike, scrisă de J. K. Rowling sub pseudonimul „Robert Galbraith”.

## Titlu
Titlul nuvelei este inspirat din fluturele de mătase ce este fiert în viață în propriul său cocon pentru a păstra intacte firele de mătase ale coconului după viermele este îndepărtat. În contextul nuvelei, Bombyx Mori este titlul unui controversat manuscript în care protagonistul, Bombyx, este un scriitor abuzat și chinuit în mod repetat de persoanele din viața sa în timp ce el totodată se chinuie să își păstreze talentul doar pentru propriile câștiguri egoiste.